# Peter Hebeisen
Peter Hebeisen (* 1956 in Bern, Schweiz) ist ein Schweizer Fotograf und Buchautor.

## Leben
Nach dem Abitur ging Hebeisen zum Studium der französischen Literatur in den Jahren 1976 und 1977 an die Sorbonne nach Paris. In den Jahren 1977/1978 studierte er an der University of Westminster in London englische Literatur und ging zur selben Zeit bei einem Geigenbauer in die Lehre. Von 1979 bis 1981 reiste er durch Nord- und Südamerika. Danach absolvierte er von 1981 bis 1984 eine Lehre als Fotograf und besuchte die Kunstgewerbeschule Bern, bevor er zwei Jahre lang bei verschiedenen Fotografen in Zürich, Paris und Mailand als Assistent arbeitete. 1986 gründete er sein eigenes Studio in Zürich, das sich zehn Jahre lang auf Modefotografie spezialisierte und später für die Werbebranche arbeitete. Daneben befasste sich Hebeisen mit Themen wie Migration in Europa oder europäische Schlachtfelder des 20. Jahrhunderts.

## Veröffentlichungen
- Feindbilder. Flüchtlinge in Europa. Benteli, Bern 1994, ISBN 3-7165-0928-0.
- Ausstellungskatalog: Blossoms and Beauty. Neidhart & Schön, Zürich 1997.
- 20th Century European Battlefields. Hatje Cantz, Ostfildern 2014, ISBN 978-3-7757-3836-1.[1]